# Michelle Amos
Michelle Amos es una ingeniera de diseño electrónico estadounidense que se desempeña en el Centro espacial John F. Kennedy de la NASA. Amos se vinculó a la NASA en 1990 como ingeniera de diseño. Actualmente diseña sistemas eléctricos y equipos de control en el Centro de Desarrollo de Tecnología Avanzada del centro espacial y trabaja en un equipo de apoyo para la Estación Espacial Internacional documentando sus configuraciones eléctricas. Es la directora del proyecto para las actividades de transición y retiro del Transbordador STS.

## Plano personal
Amos nació en Baton Rouge, Louisiana, hija de Dunk y Dorothy Wright. Recibió una licenciatura en ingeniería eléctrica de la Southern University A&M College. Obtuvo una Maestría en Ciencias en Administración de la Ingeniería de la Universidad de Florida Central en 2005. Ha estado casada con su esposo John por más de veinte años. La pareja tiene tres hijos y vive en Oviedo, Florida.